# 郭兰英
郭兰英（1929年12月31日—），山西平遥人，中国女高音歌唱家，歌剧演员。第一、二、三、五、六届全国人大代表。

## 生平
1929年12月31日，郭兰英出生在山西省平遥县的一个贫困家庭，8岁开始学唱山西梆子，不久就随戏班在山西各地登台演出传统戏曲。1946年，她在河北张家口脱离旧式戏曲团，参加华北联大文工团，从事新歌剧的演出。1947年进入华北联合大学（华北大学、中国人民大学前身之一）戏剧系学习，1948年8月转入华北大学文工一团，主演了新歌剧《白毛女》获得成功。1949年4月，随中国青年代表团参加了在匈牙利布达佩斯举行的第2届世界青年学生和平与友谊联欢节，以演唱《妇女自由歌》获三等奖。

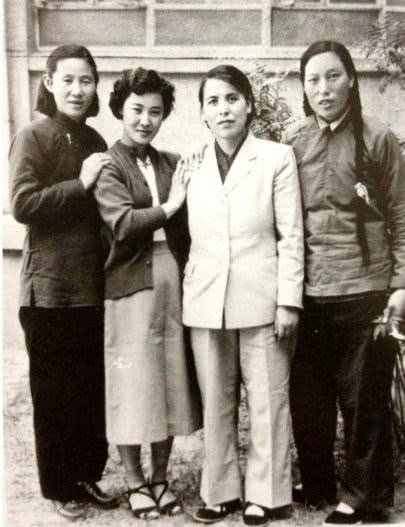
1954年出席第一届全国人民代表大会的四位山西女代表，左二为郭兰英

1949年以后，郭兰英先后在中央戏剧学院附属歌舞剧院、中央实验歌剧院、中国歌剧舞剧院担任演员，先后主演了新歌剧《白毛女》中的喜儿、《刘胡兰》中的刘胡兰、《小二黑结婚》的小芹、《窦娥冤》中的窦娥、《春雷》、《红霞》等，为中国新歌剧表演体系的建立作出了开拓性的贡献，被称为中国民族新歌剧的代表人物。她还演唱了歌曲《南泥湾》、《人说山西好风光》、《翻身道情》、《绣金匾》、《妇女自由歌》、电影《上甘岭》插曲《我的祖国》等等，对当时的中国民族歌曲产生了巨大的影响。
1982年，中国音乐学院恢复教学，中华人民共和国文化部调一批演唱家帮助音乐学院筹建民族声乐系，李凌院长邀请郭兰英帮助制定办学方针。1982年，郭兰英告别舞台，到中国音乐学院任教。1987年，郭兰英在广东番禺开办郭兰英艺术学校，并任校长。1989年，她因歌剧《白毛女》选曲及《我的祖国》，获首届金唱片奖。
2019年，先后参加《2019年中央广播电视总台元宵晚会》和《2019年中央广播电视总台中秋晚会》。
2019年9月17日，郭兰英獲授予“人民艺术家”國家榮譽称号。
2020年1月23日晚，参加《2020年中央广播电视总台春节联欢晚会》，献唱《我的祖国》。

## 主要作品

### 音乐作品－单曲
| 歌曲名称（歌曲说明）            |
| ------------------------------- |
| 我的祖国 （电影《上甘岭》插曲） |
| 南泥湾                          |
| 社员都是向阳花                  |
| 人说山西好风光                  |
| 咱们的领袖毛泽东                |
| 翻身道情                        |
| 一道道水来一道道山              |
| 八月十五月儿明                  |
| 妇女自由歌                      |
| 山丹丹开花红艳艳                |

### 歌剧戏曲
| 剧目           | 角色   | 备注 |
| -------------- | ------ | ---- |
| 《白毛女》     | 喜儿   |      |
| 《王大娘赶集》 |        |      |
| 《夫妻识字》   |        |      |
| 《兄妹开荒》   |        |      |
| 《血泪仇》     |        |      |
| 《小二黑结婚》 | 小芹   |      |
| 《窦娥冤》     |        |      |
| 《刘胡兰》     | 刘胡兰 |      |
| 《春雷》       |        |      |
| 《红霞》       |        |      |
| 《红梅岭》     |        |      |
| 《红云岩》     |        |      |
| 《天河配》     |        |      |
| 《秦香莲》     |        | 晋剧 |
| 《血泪仇》     |        | 晋剧 |
| 《金水桥》     |        | 晋剧 |

## 纪念
为纪念郭兰英，1999年，12集音乐电视连续剧《郭兰英》拍摄完成。剧中郭兰英的扮演者为盖丽丽。